# 江岩
江岩（1955年2月—），男，汉族，山东临清人，中华人民共和国政治人物，曾任国家电力监管委员会党组成员、纪检组长，中纪委驻国务院侨办纪检组组长，现任国务院侨务办公室党组成员。